# Ronald Commers
Ronald Commers (Antwerpen, 20 januari 1946) is emeritus-hoogleraar, moraalfilosoof en publicist. Hij was van 1986-2011 werkzaam als gewoon hoogleraar aan de Universiteit Gent (België). Ook was hij verbonden aan de Vrije Universiteit Brussel (1982-1999) en aan het Limburgs Universitair Centrum (1975-1981).

## Filosofische loopbaan
Hij publiceerde een tiental boeken op het terrein van de wijsgerige ethiek en de filosofische studie van de wereldbeschouwelijke ontwikkelingen binnen de westerse wereld. Hij vertaalde het werk van de Franse moraalfilosoof Vladimir Jankélévitch, van wiens oeuvre hij een specialist is.
Commers stichtte in 1995-96 het Centrum voor Ethiek en Waardenonderzoek (Center for Ethics and Value Inquiry) aan de Universiteit Gent en de tweejaarlijks gehouden internationale conferenties Global Ethics organiseert.
In 1999 lag Commers mee aan de basis van de oprichting van de Zuid-Nederlandse afdeling van de andersglobalistische organisatie ATTAC-Vlaanderen, en recent steunde hij ook het initiatief van de anti-Vlaams-nationalistische organisatie Vooruitgroep.

## Theater en muziek
Hij was ook bedrijvig op het terrein van theater en muziek. Hij schreef voor de Zuid-Nederlandse actrice Hilde Uitterlinden een theatermonoloog over de Antwerpse verzetsstrijdster Mala Zimetbaum (De wereld, elke ochtend de lente) en hij vertaalde van de Parijse schrijver, Mohamed Kacimi El Hassani het théatre-récit, La confession d’Abraham.

## Vrijdenkers in Europa
Commers is een publiekelijk bekende vrijmetselaar en vrijdenker die over de radicale reformatie in haar relatie met de vroege vrijmetselarij een studie schreef (Tussen de zichtbare en de onzichtbare wereld, 2008). Hij is actief binnen de Grootloge van België.
Commers is sinds 1990 bezig met het wereldbeschouwelijke onderzoek van het literaire en filosofische oeuvre van de radicale vrijdenkers in Europa.

## Privéleven
Commers is voor een tweede maal gehuwd en heeft twee kinderen. Hij woont in Antwerpen en verblijft jaarlijks verscheidene maanden in Hongarije (regio's Transdanubië en Debrecen).

## Werken
- De overbodigheid en de noodzakelijkheid van de moraal (Het Wereldvenster, 1982), ISBN 9789029306263
- De maat en de orde. Over de taal van de ethiek (Communication & Cognition, 1992), ISBN 9070963477
- Het Vrije Denken. Het ongelijk van een humanisme (VUBPress, 1991 en 1992), ISBN 9789070289843
- De mens is dood. Leve de mens (VUBPress, 1993), ISBN 9054870311
- De wijzen en de zotten. De moderniteit en haar filosofie (VUBPress, 1995, herdrukt 2009), ISBN 9789054870722
- De Val van Eros. Over seksuele armoede vandaag (Houtekiet, 2000), ISBN 9789052404967
- Het Belgisch asieldebat (EPO, 2001)
- Het onzegbare en het onuitsprekelijke. Ethiek, metafysica en muziek bij Vladimir Jankélévitch (VUBPress, 2005 en 2de druk, Academic and Scientific Publishers, 2009)
- Ethics in an Era of Globalization (Ashgate, 2008)
- Tussen de zichtbare en de onzichtbare wereld. Vrijmetselaarsfilosofie en Mozart (ACCO, 2008), ISBN 9789033465918
- Kritiek van het ethisch bewustzijn. Van liefde met recht en rede (deel 1, ACCO, 2009), ISBN 9789033475573
- Kritiek van het ethisch bewustzijn. Van liefde met recht en rede (deel 2, ACCO, 2010), ISBN 9789033480515
- Jeugd die niet voorbijgaat. Denkweg in terugblik (Academic Scientific Publishers, 2011), ISBN 9789054879367
- "Overleeft de vrijmetselarij de 21ste eeuw" (Academic Scientific Publishers, 2012), ISBN 9789057181542
- "De moraalfilosofie van Vladimir Jankélévitch. Een essay over morele en muzikale creativiteit" (Academic Scientific Publishers, 2013), ISBN 9789057181559
- "Labor and Global Justice. Essays on the Ethics of Labor Practices under Globalization" (Lexington Books, 2014), ISBN 9780739193693
- "Johann Gottlieb Fichte, Filosofie van de vrijmetselarij. Brieven aan Konstant, vertaald, ingeleid en geannoteerd" (Academic Scientific Publishers, 2015), ISBN 9789057184475